# Pornography
Pornography – czwarty album studyjny brytyjskiego zespołu The Cure, wydany 1 maja 1982 roku. Został też zremasterowany i wydany ponownie w 2005 roku. Nagrany przez grupę na krawędzi rozpadu, przedstawia zakończenie muzycznej wędrówki rozpoczętej albumami Seventeen Seconds i Faith. Przez krytyków uważany za jeden z najważniejszych i kluczowych albumów zespołu, stylistycznie będący odmianą nowofalowej psychodelii, często błędnie utożsamiany z tzw. rockiem gotyckim, stanowi zwieńczenie tzw. "mrocznych lat" historii zespołu i jego najbardziej mroczne dzieło.
Płyta zaliczana jest do tzw. mrocznej trylogii zawierającej również wymienione wyżej krążki Seventeen Seconds i Faith. Jednocześnie zalicza się ją też do tzw. trylogii The Cure, obejmującej oprócz niej albumy Disintegration i Bloodflowers.

## Historia i charakterystyka płyty
Pornography jest uważane za najbardziej niepokojące dzieło The Cure. Album zaczyna się słowami: "It doesn't matter if we all die" ("Nie ma znaczenia, czy wszyscy umrzemy"). Nagrywany był przez zespół znajdujący się w stanie skrajnych zaburzeń psychicznych, depresji i załamań nerwowych, w szczególności dotyczących frontmana Roberta Smitha, tworzony pod głębokim wpływem narkotyków i innych używek. Efektem tego utwory sprawiają wrażenie pisanych w swoistym amoku, w zupełnym oderwaniu od rzeczywistości, niby na krawędzi szaleństwa. Ich teksty są przepełnione skrajnym pesymizmem, w wielu miejscach są niejasne, traktują o śmierci, upadku i rozpadzie wszelkich pozytywnych wartości. Po latach członkowie grupy przyznają, że często sami nie wiedzą, co mieli na myśli tworząc co niektóre fragmenty. Jednak frontman Robert Smith w jednym wywiadów przyznał też, że „z perspektywy czasu uważa Pornography za dzieło w pewnym sensie optymistyczne”.
Mimo że tylko kilku krytyków brytyjskiej prasy oceniło album pozytywnie, Pornography osiągnęło wysokie miejsce w brytyjskich notowaniach i z biegiem lat zyskało dużo więcej szacunku. Obecnie jest uważane za jedną z fundamentalnych pozycji gotyckiego rocka.
Pornography jest ostatnim albumem z Laurence’em Tolhurstem w roli perkusisty. Po jego wydaniu Tolhurst został keyboardzistą zespołu.
Album był promowany trasą koncertową na przełomie 1982 i 1983 r. W wyniku nieporozumień między Smithem i Gallupem zakończyła się ona ich wzajemną bójką i w następstwie rozpadem grupy.
W 2002 roku The Cure wykonał ten album w całości na żywo (wraz z płytami Disintegration i Bloodflowers) jako część koncertów Trilogy. Utwory z Pornography są ponadto często wykonywane przez zespół podczas innych koncertów.

## Ponowne wydanie w 2005 roku
Pornography zostało zremasterowane przez Chrisa Blaira w Abbey Road Studios i ponownie wydane 25 kwietnia 2005 roku (26 kwietnia w Stanach Zjednoczonych) jako część serii wersji deluxe płyt. Nowe wydanie zawiera zremasterowaną wersję albumu na pierwszym dysku oraz dema i koncertowe wykonania na dysku drugim. Dodatkowy dysk zawiera niepublikowane wcześniej utwory (w postaci dem, wszystkie utwory są instrumentalne) i alternatywną wersję każdej piosenki z oryginalnej wersji albumu (demo albo wykonanie koncertowe). Płyta zawiera też utwór "All Mine" z albumu Curiosity i soundtrack filmu, który był wyświetlany przed koncertami The Cure w 1982 roku – "Airlock".
Istnieje również nowe jednopłytowe wydanie. W Wielkiej Brytanii zostało wydane 5 września 2005 roku, a w Stanach Zjednoczonych 4 kwietnia 2006 roku. Płyta zawiera oryginalny album, ale nie zawiera dodatkowego dysku. Ponadto płyta została wydana w opakowaniu typu jewel case. W niektórych krajach płyta "Deluxe Edition" stała się przedmiotem kolekcjonerskim – została wycofana z produkcji, a zastąpiła ją bardziej ekonomiczna jednopłytowa wersja.

## Lista utworów
Wszystkie piosenki napisane przez Simona Gallupa, Roberta Smitha i Laurence’a Tolhursta.

### Oryginalne wydanie z 1982 roku
1. "One Hundred Years" – 6:40
2. "A Short Term Effect" – 4:22
3. "The Hanging Garden" – 4:33
4. "Siamese Twins" – 5:29
5. "The Figurehead" – 6:15
6. "A Strange Day" – 5:04
7. "Cold" – 4:26
8. "Pornography" – 6:27

### Edycja deluxe z 2005 roku

#### Pierwszy dysk
oryginalny album, jak wyżej

#### Drugi dysk: trudno dostępne utwory z lat 1981–1982
1. "Break" (domowe demo zespołu) – 2:11
2. "Demise" (demo ze studia) – 2:09
3. "Temptation" (demo ze studia) – 4:00
4. "The Figurehead" (demo ze studia) – 6:12
5. "The Hanging Garden" (demo ze studia) – 5:29
6. "One Hundred Years" (demo ze studia) – 7:00
7. "Airlock: The Soundtrack" – 13:07
8. "Cold" (na żywo) – 3:54
9. "A Strange Day" (na żywo) – 4:05
10. "Pornography" (na żywo) – 5:55
11. "All Mine" (na żywo) – 2:54
12. "A Short Term Effect" (na żywo) – 4:05
13. "Siamese Twins" (na żywo) – 6:03
14. "Temptation Two" – 3:57

## Twórcy
- Robert James Smith – gitara, instrumenty klawiszowe ("One Hundred Years", "The Hanging Garden", "Cold", "Pornography"), wiolonczela ("Cold"), śpiew
- Simon Jonathon Gallup – gitara basowa, instrumenty klawiszowe ("A Strange Day", "Cold", "Pornography")
- Laurence "Lol" Tolhurst – perkusja, instrumenty klawiszowe ("One Hundred Years")

## Produkcja
- Producenci: Phil Thornalley, The Cure
- Technicy: Mike Nocito, Robert Smith
- Technik pomocniczy: Phil Thornalley

## Okładka płyty
- Fotografia: Michael Kostiff
- Projekt: Ben Kelly

Okładka płyty jest pierwszą w dorobku The Cure, która nie zawiera logo zespołu. 

## Notowania na listach muzycznych
| Rodzaj notowania | Data     | Najwyższa pozycja |
| ---------------- | -------- | ----------------- |
| UK Top 40        | Maj 1982 | 8                 |